# Isomerinthus
Isomerinthus är ett släkte av skalbaggar. Isomerinthus ingår i familjen vivlar.

## Dottertaxa tillIsomerinthus, i alfabetisk ordning[1]
- Isomerinthus albolineatus
- Isomerinthus asper
- Isomerinthus barbipes
- Isomerinthus caudatus
- Isomerinthus decipiens
- Isomerinthus dives
- Isomerinthus elegans
- Isomerinthus elongatus
- Isomerinthus gibbus
- Isomerinthus gramineus
- Isomerinthus granosus
- Isomerinthus guttiger
- Isomerinthus interruptus
- Isomerinthus irroratus
- Isomerinthus jansoni
- Isomerinthus lineolatus
- Isomerinthus opulentus
- Isomerinthus quadrilineatus
- Isomerinthus rufipes
- Isomerinthus scabratus
- Isomerinthus scaposus
- Isomerinthus suturalis
- Isomerinthus tessellatus
- Isomerinthus waltoni